# Rus (Sălaj)
Pour les articles homonymes, voir Rus.
Rus (en hongrois Oroszmező) est une commune roumaine du județ de Sălaj, dans la région historique de Transylvanie et dans la région de développement du Nord-ouest.

## Géographie
La commune de Rus est située au nord-est du județ, sur la rive gauche de la Someș, dans les collines de Șimișna-Garbou, à 34 km au nord-ouest de Dej, à 60 km au sud de Baia Mare et à 72 km au nord-est de Zalău, le chef-lieu du județ.
La municipalité est composée des trois villages suivants (population en 2002) :
- Buzaș (172) ;
- Fântânele Rus (248) ;
- Rus (800), siège de la commune.

## Histoire
La première mention écrite de la commune date de 1325.
La commune, qui appartenait au royaume de Hongrie, faisait partie de la principauté de Transylvanie et elle en a donc suivi l'histoire.
Après le compromis de 1867 entre Autrichiens et Hongrois de l'empire d'Autriche, la principauté de Transylvanie disparaît et, en 1876, le royaume de Hongrie est partagé en comitats. Rus intègre le comitat de Szolnok-Doboka (Szolnok-Dobokamegye).
À la fin de la Première Guerre mondiale, l'Empire austro-hongrois disparaît et la commune rejoint la Grande Roumanie et le județ de Someș disparu depuis et dont le chef-lieu était la ville de Dej.
En 1940, à la suite du deuxième arbitrage de Vienne, elle est annexée par la Hongrie jusqu'en 1944, période durant laquelle sa communauté juive est exterminée par les nazis. Elle réintègre la Roumanie après la Seconde Guerre mondiale. En 1968, lors de la réorganisation administrative du pays, elle est intégrée au județ de Sălaj dont elle fait partie aujourd'hui.
En 2004, les deux villages de Șimișna et Hășmaș se séparent de Rus et forment la commune de Șimișna.

## Politique
Le conseil municipal de Rus compte 9 sièges de conseillers municipaux. À l'issue des élections municipales de juin 2008, Alexandru Pintea (PSD) a été élu maire de la commune.
| Parti                          | Nombre de conseillers |
| ------------------------------ | --------------------- |
| Parti social-démocrate (PSD)   | 4                     |
| Parti national libéral (PNL)   | 2                     |
| Parti démocrate-libéral (PD-L) | 2                     |

## Religions
En 2002, la composition religieuse de la commune, qui comprenait encore les villages de Șimișna et Hășmaș, était la suivante :
- Chrétiens orthodoxes, 90,40 % ;
- Pentecôtistes, 6,54 % ;
- Adventistes du septième jour, 1,20 % ;
- Grecs-Catholiques, 0,86 % ;
- Baptistes, 0,71 %.

## Démographie
Jusqu'en 2004, les statistiques comprennent les deux villages de Șimișna et Hășmaș qui ont formé depuis une commune nouvelle.
En 1910, à l'époque austro-hongroise, la commune comptait 4 290 Roumains (93,55 %), 188 Hongrois (4,10 %) et 45 Allemands (0,98 %).
En 1930, on dénombrait 4 525 Roumains (94,76 %), 45 Hongrois (0,94 %), 116 Juifs (2,43 %) et 79 Tsiganes (1,65 %).
En 1956, après la Seconde Guerre mondiale, 5 126 Roumains (97,99 %) côtoyaient 37 Hongrois (0,71 %) et 59 Tsiganes (1,13 %).
En 2002, la commune comptait 2 592 Roumains (97,55 %), 3 Hongrois (0,11 %) et 62 Tsiganes (2,33 %). On comptait à cette date 650 ménages et 519 logements.
| 1850  | 1880  | 1900  | 1910  | 1920  | 1930  | 1941  | 1956  | 1966  |
| ----- | ----- | ----- | ----- | ----- | ----- | ----- | ----- | ----- |
| 3 391 | 3 565 | 4 266 | 4 586 | 4 453 | 4 775 | 5 092 | 5 231 | 4 930 |

| 1977  | 1992  | 2002  | 2007  | - | - | - | - | - |
| ----- | ----- | ----- | ----- | - | - | - | - | - |
| 4 274 | 2 954 | 2 657 | 1 142 | - | - | - | - | - |

## Économie
L'économie de la commune repose sur l'agriculture, l'élevage et l'exploitation des forêts. La commune dispose de 747 ha de terres arables, de 134 ha de pâturages, de 375 ha de prairies et de 2 054 ha de forêts.

## Communications

### Routes
Rus est située sur la route régionale DJ109E qui permet de rejoindre Fodora et Gâlgău à l'est et le village de Buzaș à l'ouest.